# Filialkirche Lorenziberg

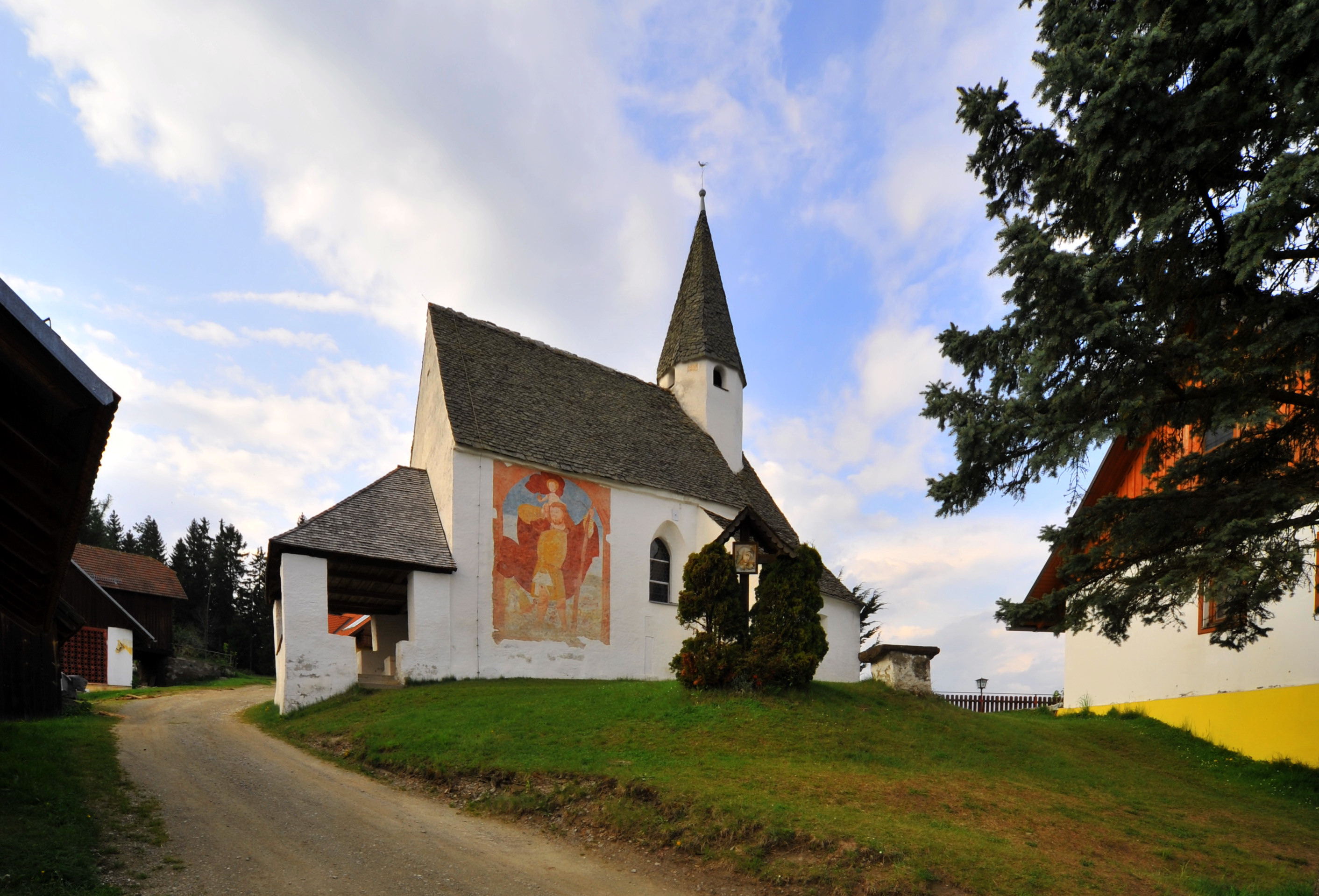
Filialkirche Lorenziberg, Südansicht

Die römisch-katholische Filialkirche Lorenziberg steht weithin sichtbar auf dem Lorenziberg oberhalb von St. Veit an der Glan in Kärnten. Der Berg zählt zum Gebiet der Ortsgemeinde Frauenstein. Die Kirche ist eine Filiale der Pfarre Sörg und dem Heiligen St. Laurentius geweiht. Das Gebäude steht unter Denkmalschutz (Listeneintrag).
Die Kirche wurde urkundlich 1330 und 1468 erstmals erwähnt. Sie ist ein kleiner spätgotischer Bau mit eingezogenem Chor. Der Zugang erfolgt durch eine Vorlaube mit gemauerten Pfeilern an der Westseite des Gebäudes. Auf dem steinplattlgedeckten Dach befindet sich am Übergang vom Langhaus zum Chor ein achtseitiger, mit der Jahreszahl 1549 bezeichneter Dachreiter mit steilem Spitzhelm. 
Südseitig ist die gotische Sakristei angebaut. Der ungewöhnlich kurze Chor wird von zweistufigen Strebepfeilern gestützt. 1998 wurde an der Südwand des Langhauses ein spätgotisches Christophorus-Fresko freigelegt. In der Laibung des schulterbogigen West-Portals befindet sich ein Wappenschild mit dem Zeichen der St. Veiter Eisengewerken Kaltenhauser aus der zweiten Hälfte des 15. Jahrhunderts. Die Tür ist mit Eisenplatten beschlagen. 
Das Langhaus besitzt ein barockes zweijochiges Kreuzgratgewölbe, westlich befindet sich eine dreiachsige gemauerte Empore, die Fenster sind spitzbogig. Der Chor ist einjochig mit 5/8-Schluss und hat ein Netzgratgewölbe aus der ersten Hälfte des 16. Jahrhunderts.
Der schwarz-gold gefasste Hochaltar ist mit der Jahreszahl 1645 bezeichnet und in Säulenarchitektur mit gesprengtem Giebel gestaltet. Das Altarblatt zeigt den heiligen Laurentius, das Aufsatzbild die Wundmale Christi und die drei Kreuzesnägel, ein Hinweis auf den Vierbergelauf, der am sogenannten Dreinagelfreitag, dem zweiten Freitag nach Ostern stattfindet und am Lorenziberg endet. Die Predella zeigt ein Vera ikon. Auf der Mensa befinden sich zwei Leuchterengel von Anfang des 18. Jahrhunderts sowie geschnitzte Kerzenhalter im Stil des Rokoko. Das geschnitzte Antependium, das den hl. Laurentius zeigt, stammt aus der Zeit um 1740. An der um 1700 errichteten kleinen Kanzel befindet sich eine gemalte Darstellung von drei Kirchenvätern. Von den Votivbildern sind nur einige Hinterglasbilder erhalten geblieben.
Anlässlich einer Innenrestaurierung 1969 wurden südseitig der Kirche zahlreiche Knochen gefunden, was darauf schließen lässt, dass sich hier ein Friedhof befunden hat. Zuletzt erfuhr die Kirche im Jahr 1996 eine Außen- und Innenrestaurierung. 

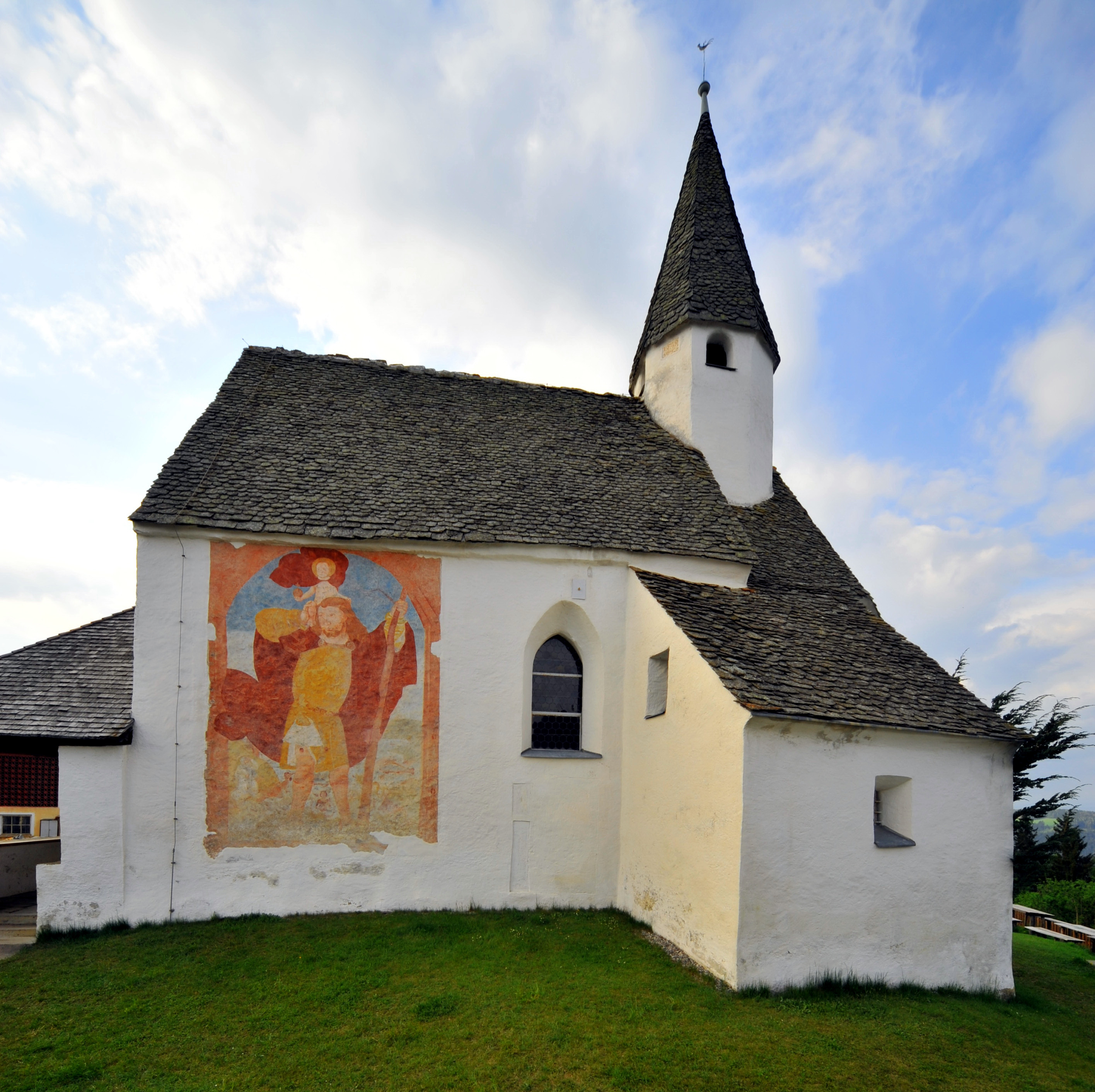
Südwand mit Christophorus-Fresko und Sakristei
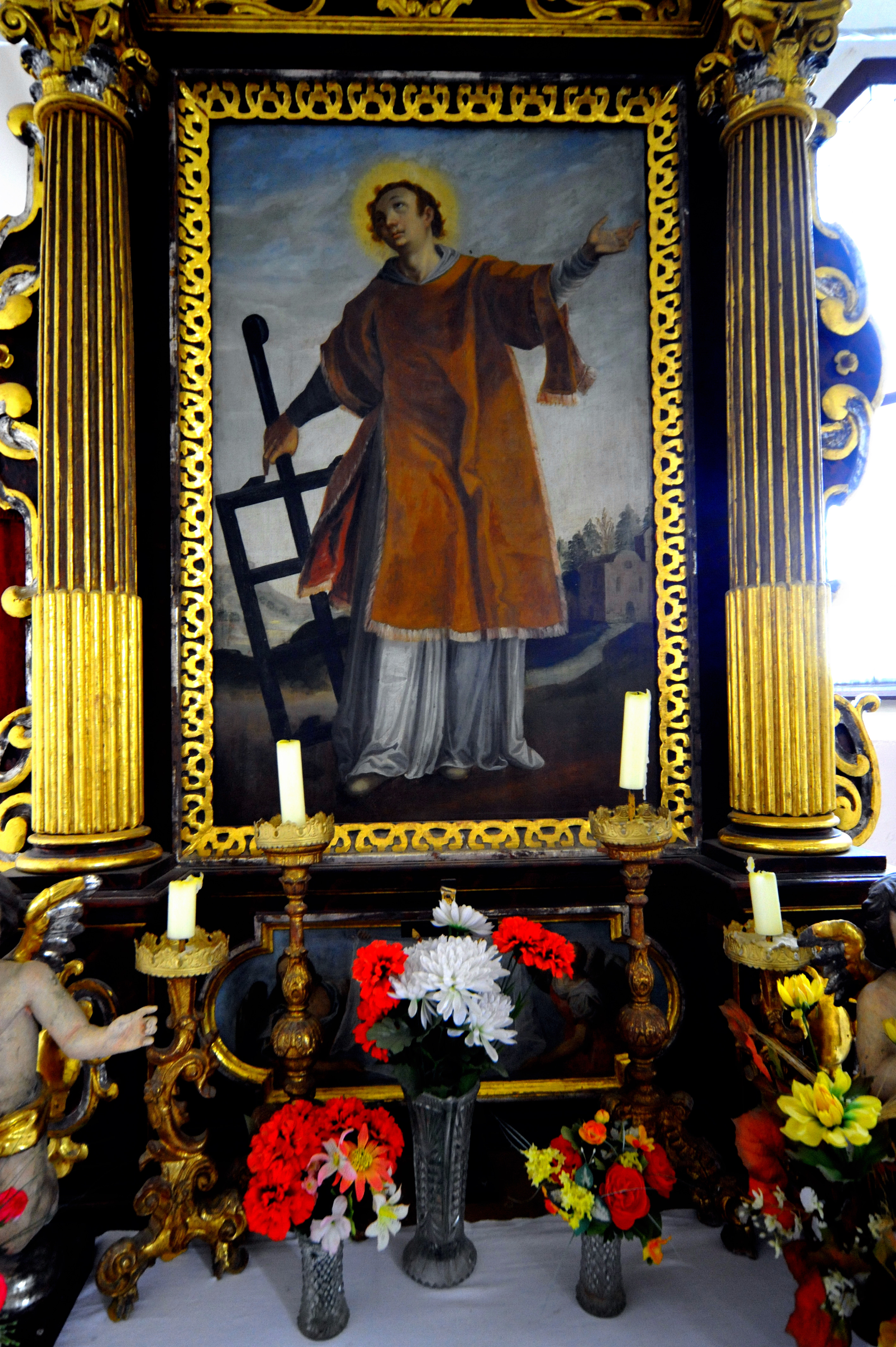
Hochaltar mit dem Bild des Heiligen Laurentius
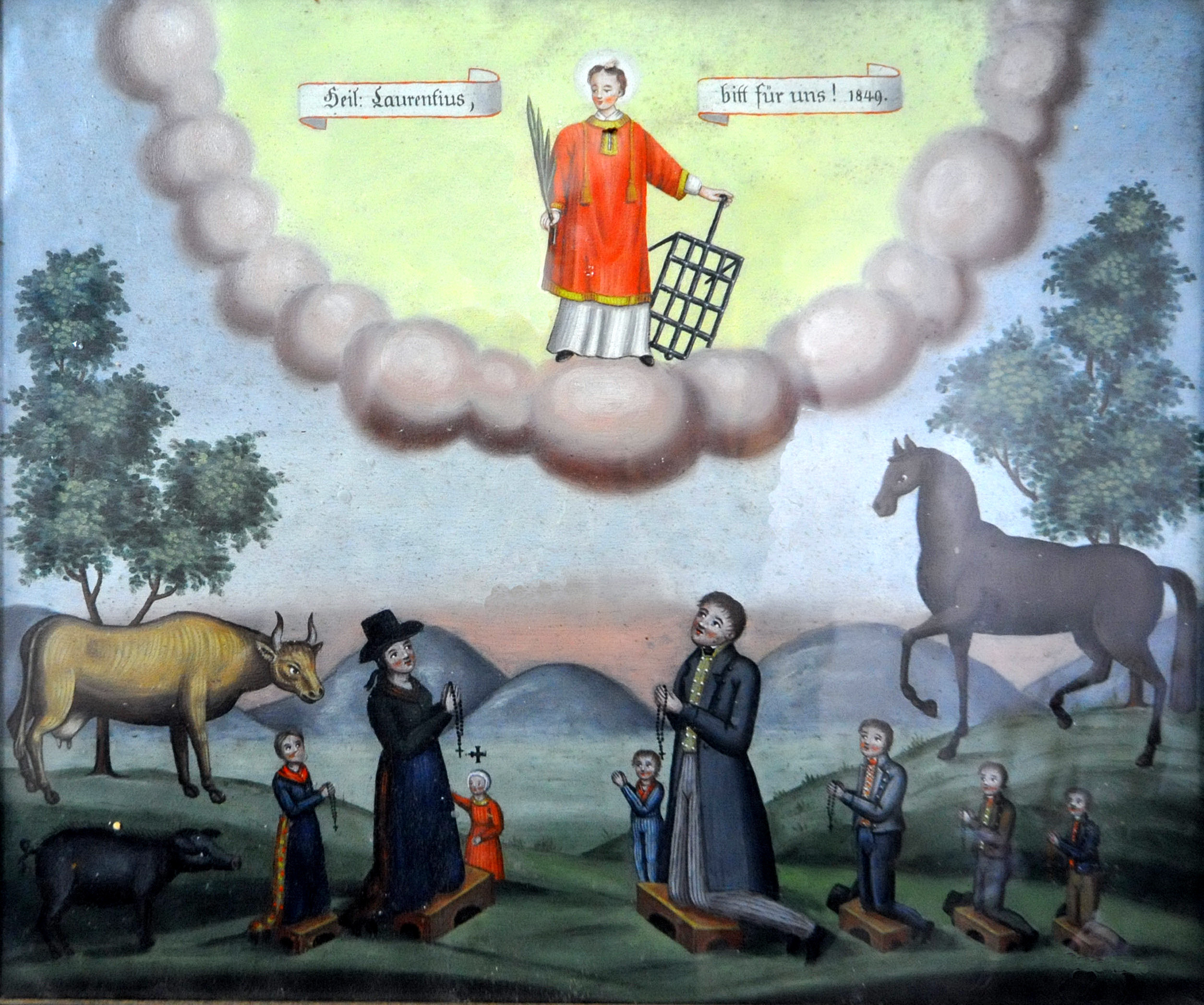
Votivbild für den Heiligen Laurentius aus dem Jahre 1849